# In the Valley of Elah
In the Valley of Elah (En el valle de Elah, en España; Valle de las sombras, en Perú, y La conspiración, en Argentina y en Venezuela) es una película del año 2007, escrita y dirigida por Paul Haggis. Está protagonizada por Tommy Lee Jones, Charlize Theron y Susan Sarandon. El título hace referencia al valle bíblico donde David vence a Goliat.

## Sinopsis
La película cuenta la historia de un veterano de guerra llamado Hank Deerfield (Tommy Lee Jones) y de su esposa Joan (Susan Sarandon). El drama narra la búsqueda de su hijo Mike (Jonathan Tucker), un soldado que regresó recientemente de Irak, pero ha desaparecido misteriosamente. A lo largo de la investigación, Hank recibirá la ayuda de una detective de policía (Charlize Theron).

## Reparto
- Tommy Lee Jones como Hank Deerfield.
- Charlize Theron como la policía Emily Sanders
- Susan Sarandon como Joan Deerfield.
- Jonathan Tucker como Mike Deerfield.
- Frances Fisher como Evie.
- Josh Brolin como el Sheriff Buchwald
- Jake McLaughlin como el especialista Gordon Bonner.
- Wes Chatham como el sargento Penning.
- James Franco como el sargento Dan Carnelli.
- Jason Patric como el teniente Kirklander.
- Mehcad Brooks como el especialista Ennis Long.
- Brad William Henke como Chuck.

## Producción

### Relación con la realidad
Aunque la trama sea ficción, está basada en el caso del asesinato de Richard T. Davis, un veterano de la Guerra de Irak que fue asesinado poco después de su regreso a casa en 2003, tras lo cual su padre, Lanny Davis (un policía militar retirado), llevó a cabo su propia investigación sobre el crimen. El propio Davis comentó sobre la película: «Es una película dura que va a hacer pensar a mucha gente.»
En 2004, el periodista de investigación Mark Boal escribió un artículo sobre el caso en la revista Playboy; Haggis lo leyó y decidió adaptarlo.
Un ensayo sobre el caso escrito por Cilla McCain, titulado Murder in Baker Company: How Four American Soldiers Killed One Of Their Own fue publicado en 2009 por Chicago Review Press.

### Casting
Haggis escribió el personaje de Hank pensando en Clint Eastwood, pero este no pudo participar porque estaba ocupado con otros proyectos.

### Recepción
La película se estrenó en 2007, en el Venice Film Festival. Finalmente sólo recaudó 6,5 millones de dólares en los Estados Unidos, un mal resultado teniendo en cuenta que la producción había costado 23 millones.

## Premios

### Premios Óscar
| Año  | Categoría            | Persona         | Resultado |
| ---- | -------------------- | --------------- | --------- |
| 2007 | Oscar al mejor actor | Tommy Lee Jones | Nominado  |

### Festival Internacional de Cine de Venecia
| Año  | Categoría     | Película              | Resultado |
| ---- | ------------- | --------------------- | --------- |
| 2007 | Premio SIGNIS | In the Valley of Elah | Ganador   |